# Lotem Zino
Lotem Zino (in ebraico לוטם זינו‎?; Be'er Sheva, 16 marzo 1992) è un ex calciatore israeliano, di ruolo centrocampista.

## Carriera

### Club
Ha giocato nella massima serie israeliana e in quella svizzera.

### Nazionale
Tra il 2013 e il 2014 ha giocato 5 incontri con la nazionale israeliana Under-21.

## Statistiche

### Presenze e reti nei club
Statistiche aggiornate al 28 novembre 2021.
| Stagione                  | Squadra                   | Campionato                | Campionato | Campionato | Coppe nazionali | Coppe nazionali | Coppe nazionali | Coppe continentali | Coppe continentali | Coppe continentali | Altre coppe | Altre coppe | Altre coppe | Totale | Totale |
| Stagione                  | Squadra                   | Comp                      | Pres       | Reti       | Comp            | Pres            | Reti            | Comp               | Pres               | Reti               | Comp        | Pres        | Reti        | Pres   | Reti   |
| ------------------------- | ------------------------- | ------------------------- | ---------- | ---------- | --------------- | --------------- | --------------- | ------------------ | ------------------ | ------------------ | ----------- | ----------- | ----------- | ------ | ------ |
| 2011-2012                 | Hapoel Be'er Sheva        | LhA                       | 20         | 1          | CI+TC           | 0               | 0               |                    | -                  | -                  |             | -           | -           | 20     | 1      |
| 2012-2013                 | Hapoel Be'er Sheva        | LhA                       | 10         | 1          | CI+TC           | 0+7             | 0+0             |                    | -                  | -                  |             | -           | -           | 17     | 1      |
| 2013-2014                 | Hapoel Be'er Sheva        | LhA                       | 27         | 0          | CI+TC           | 3+0             | 0+0             |                    | -                  | -                  |             | -           | -           | 30     | 0      |
| Totale Hapoel Be'er Sheva | Totale Hapoel Be'er Sheva | Totale Hapoel Be'er Sheva | 57         | 2          |                 | 10              | 0               |                    | -                  | -                  |             | -           | -           | 67     | 2      |
| 2014-2015                 | Thun                      | ASL                       | 0          | 0          | CS              | 0               | 0               |                    | -                  | -                  |             | -           | -           | 0      | 0      |
| 2015-gen. 2016            | Thun                      | ASL                       | 6          | 0          | CS              | 2               | 0               | UEL                | 2                  | 0                  |             | -           | -           | 10     | 0      |
| Totale Thun               | Totale Thun               | Totale Thun               | 6          | 0          |                 | 2               | 0               |                    | 2                  | 0                  |             | -           | -           | 10     | 0      |
| gen.-mag. 2016            | Hapoel Tel Aviv           | LhA                       | 2          | 0          | CI              | 0               | 0               |                    | -                  | -                  |             | -           | -           | 2      | 0      |
| 2016-2017                 | Thun                      | ASL                       | 0          | 0          | CS              | 0               | 0               |                    | -                  | -                  |             | -           | -           | 0      | 0      |
| set. 2017-2018            | Hapoel Akko               | LhA                       | 25         | 1          | CI+TC           | 2+1             | 0+0             |                    | -                  | -                  |             | -           | -           | 28     | 1      |
| 2018-2019                 | Hapoel Ashkelon           | LL                        | 32         | 1          | CI              | 1               | 0               |                    | -                  | -                  |             | -           | -           | 33     | 1      |
| 2019-2020                 | Hapoel Ashkelon           | LL                        | 26         | 0          | CI              | 0               | 0               |                    | -                  | -                  |             | -           | -           | 26     | 0      |
| Totale Hapoel Ashkelon    | Totale Hapoel Ashkelon    | Totale Hapoel Ashkelon    | 58         | 1          |                 | 1               | 0               |                    | -                  | -                  |             | -           | -           | 59     | 1      |
| Totale carriera           | Totale carriera           | Totale carriera           | 148        | 4          |                 | 16              | 0               |                    | 2                  | 0                  |             | -           | -           | 166    | 4      |